# 1975年葡萄牙制宪会议选举
1975年4月25日，葡萄牙举行了制宪会议选举，恰逢康乃馨革命一周年。这次选举选出了葡萄牙制宪会议的全部250名成员。
这是葡萄牙自1925年以来的首次自由选举，也是葡萄牙历史上第7次自由选举。这也是自1894年以来葡萄牙首次在普遍選舉条件下进行的选举。投票率高达91.66%，截至2022年，这仍是葡萄牙所有民主选举（包括全国、地区、地方或欧洲议会选举）中的最高投票率。
选举的主要目的是选出制宪会议，以起草新宪法，取代1933年“新国家”政权制定的专制宪法。因此，这个自由选出的制宪会议拥有1年的任期，政府不基于制宪会议的支持执政；在制宪会议进行讨论期间，国家继续由一个军人和文官混合的临时政府管理。
由于竞选期间几乎没有民意调查，选民的真实趋势未知，但时任总理瓦斯科·贡萨尔维斯对葡萄牙最左翼的力量获胜充满信心，他预测葡萄牙民主运动/民主选举委员会将赢得选举，随后是葡萄牙共产党和社会党。然而，结果证明这一预测完全错误。
选举由社会党赢得，他们获得了近38%的选票和116个席位。民主人民党是第二大政党，获得了26.4%的选票和81个席位，他们很快放弃先前主张的“社会民主中间主义”（即葡萄牙的“社会民主主义”），并在几年后成为该国的主要右翼政党。考虑到民主人民党获得的选票是葡萄牙共产党的两倍，结果出乎意料。
制宪会议的多数政党支持社会主义或民主社会主义思想，一年后通过的宪法也反映了这种影响。葡萄牙共产党仅获得了12%的选票，结果令人惊讶，特别是考虑到南部地区的广泛支持以及在一个月前法西斯政变失败后革命进程的激进左转。
随着民主人民党在选举后逐渐转向右翼，唯一选出的中间偏右政党是获得7.6%选票和16个席位的社会民主中心党。另一个令人惊讶的结果是葡萄牙民主运动/民主选举委员会的表现非常差，得票率仅为4%，仅当选5名议员。
选举结果地图显示出明显的南北分界线，右翼的民主人民党和社会民主中心党在北部和中部地区占主导地位，主要是在农村地区，而葡萄牙共产党在南部，尤其是阿连特茹地区占据优势。社会党在里斯本、波尔图、科英布拉以及塞图巴尔周边的大城市中占据主导地位。

## 结果
|                                             |                               |           |        |      |  |
| 政党                                        | 政党                          | 得票      | %      | 席位 |  |
|                                             | 社会党                        | 2,162,972 | 37.87  | 116  |  |
|                                             | 民主人民党                    | 1,507,282 | 26.39  | 81   |  |
|                                             | 葡萄牙共产党                  | 711,935   | 12.46  | 30   |  |
|                                             | 社会民主中心党                | 434,879   | 7.61   | 16   |  |
|                                             | 葡萄牙民主运动/民主选举委员会 | 236,318   | 4.14   | 5    |  |
|                                             | 人民社会主义阵线              | 66,307    | 1.16   | 0    |  |
|                                             | 社会主义左翼运动              | 58,248    | 1.02   | 0    |  |
|                                             | 人民民主联盟                  | 44,877    | 0.79   | 1    |  |
|                                             | 共产主义选举阵线（马列）      | 33,185    | 0.58   | 0    |  |
|                                             | 人民君主主义党                | 32,526    | 0.57   | 0    |  |
|                                             | 人民团结党                    | 13,138    | 0.23   | 0    |  |
|                                             | 国际主义共产主义联盟          | 10,835    | 0.19   | 0    |  |
|                                             | 澳门公民协会                  | 1,622     | 0.03   | 1    |  |
|                                             | 澳门民主协会                  | 1,030     | 0.02   | 0    |  |
| 总计                                        | 总计                          | 5,315,064 | 93.05  | 250  |  |
|                                             |                               |           |        |      |  |
| 有效票                                      | 有效票                        | 5,315,064 | 93.05  |      |  |
| 无效/空白票                                 | 无效/空白票                   | 396,675   | 6.95   |      |  |
| 总投票数                                    | 总投票数                      | 5,711,829 | 100.00 |      |  |
| 登记选民/投票率                             | 登记选民/投票率               | 6,231,372 | 91.66  |      |  |
| 来源：全国选举委员会 （页面存档备份，存于） |                               |           |        |      |  |